# Aeroporto Bartolomeu de Gusmão
O Aeroporto Bartolomeu de Gusmão (IATA: SNZ, ICAO: SBSC) foi um aeroporto construído para receber os dirigíveis Graf Zeppelin e Hindenburg. Em 1942, tornou-se uma base área da Força Aérea Brasileira (FAB) que a utiliza desde então. Está localizado no bairro de Santa Cruz, zona oeste carioca. Atualmente é usado para a manutenção e hospedagem de aeronaves militares.

## História
O nome do aeroporto foi uma homenagem a Bartolomeu de Gusmão, padre português, nascido em Santos no Brasil colônia, que no início do século XVIII realizou pesquisas sobre transporte por balões.
Entre 1931 e 1937, a Deutsche Luft Hansa (não confundir com a Deutsche Lufthansa), operou voos regulares entre a Alemanha e o Brasil, utilizando seus dirigíveis rígidos LZ 127 Graf Zeppelin e LZ 129 Hindenburg. O Rio de Janeiro era o destino final, de onde os passageiros poderiam fazer conexões com serviços de aviões para o Sul do Brasil, Uruguai, Argentina, Chile e Bolívia, que eram operados pela subsidiária brasileira da  Deutsche Luft Hansa, a Syndicato Condor.
O aeroporto foi inaugurado em 26 de dezembro de 1936 pelo presidente Getúlio Vargas, com a presença do embaixador alemão Schmidt Elskop. Antes da construção do aeroporto os dirigíveis rígidos eram guardados no Campo dos Afonsos.
O sítio aeroportuário consistia de um campo de pousos e decolagens, um hangar, uma alfândega, um prédio administrativo, outro prédio para os operadores de rádio, cinco quartos para funcionários, alojamentos para a tripulação, um depósito, uma fábrica de hidrogênio, uma instalação para misturar o hidrogênio com butano e um ramal de trens que ligava o local com o centro da cidade a 54 km de distância. O complexo foi inteiramente construído pela Luftschiffbau Zeppelin e ainda é parcialmente utilizado pela FAB, que ocupa o lugar.
O hangar é o único exemplar original de estrutura construída para acomodar dirigíveis rígidos ainda existente no mundo. Devido a sua importância histórica, foi tombado como Patrimônio Cultural Nacional em 14 de março de 1999.
Como consequência do desastre do Hindenburg em 6 de maio de 1937, na Estação Aeronaval Lakehurst, em Nova Jersey, Estados Unidos, em 17 de junho de 1937 a Luftschiffbau Zeppelin requisitou ao governo brasileiro a suspensão dos serviços. Desde então, não houve mais operações civis no aeroporto.
Em 12 de fevereiro de 1942, seis meses antes do Brasil declarar guerra às Potências do Eixo, o aeroporto foi tomado pelo então Ministério da Aeronáutica e transformado na Base Aérea de Santa Cruz, que permanece como uma das mais importantes da Força Aérea Brasileira.